# アーヴィン・カーシュナー
アーヴィン・カーシュナー (Irvin Kershner, 1923年4月29日 - 2010年11月27日) は、アメリカ合衆国の俳優、映画監督。「スター・ウォーズ/帝国の逆襲」、「ネバーセイ・ネバーアゲイン」、「ロボコップ2」を監督したことでよく知られる。

## 生い立ち及び経歴
ユダヤ系アメリカ人の家系に生まれ（後年、自らは生まれを意識しない国際人だと述懐している。同時に愛国心に否定的な見解も示していた。）、フィラデルフィアのテンプル大学などで音楽、美術、写真撮影技術などを学んだ。
南カリフォルニア大学映画芸術学部で映画撮影技術を学び、その後は合衆国政府によるポイントフォープログラムでのイラン援助事業におけるスチールカメラマンとして就業、最終的には合衆国情報局の下で製作された、イラン、トルコ、ギリシャにおけるドキュメンタリー映画のディレクターおよび撮影カメラマンとなった。
帰国後は主にドキュメンタリー系のテレビ番組の制作に従事し、監督、撮影、編集などを手がけた。後に西部劇The Rebel（1959-61）の企画と監督も務めた。
その後は映画界へ転向し、The Luck of Ginger Coffeyなどいくつかの作品を手がけ（詳細はフィルモグラフィの項を参照）、特攻サンダーボルト作戦(Raid on Entebbe)ではエミー賞9部門の候補（最優秀監督部門を含む）にノミネートされた。

## スター・ウォーズ エピソード5/帝国の逆襲
カーシュナーを世界的有名人に押し上げたのが本作である。
監督候補抜擢に驚いた本人がジョージ・ルーカスにそれを問いただすと、その返答は「あなたはハリウッドのディレクターが身につけておくべき知識をすべて身につけつつも、ハリウッドの人じゃないから」というものだったといい、ルーカスは彼の登場人物のキャラクター作りのセンスが気に入っていたという。
当初、本人は乗り気でなかったが、マネージャーの説得もあり承諾。その際に彼は「映画の画面を人々の顔で満たしたい、これに勝る娯楽はない」と語ったという。

## その後の経歴
「帝国の逆襲」の後、カーシュナーは「ネバーセイ・ネバーアゲイン」（ショーン・コネリーのジェームズ・ボンド復帰作）HBOでの「Traveling Man」（ジョン・リスゴー、ジョナサン・シルバーマン出演作、ケーブルACEアウォードにノミネートされた。）、「ロボコップ2」を監督した。また、テレビシリーズ「シークエスト」のいくつかのエピソードを監督し、マーティン・スコセッシの「最後の誘惑」では俳優としてデビュー、ゼベダイ役を演じた。また、スティーヴン・セガールの「沈黙の要塞」では映画監督役を演じた。彼は南カリフォルニア大学の教員でもあった。
カーシュナーは3年半に及ぶ肺がんとの闘病生活の末、2010年11月27日にロサンゼルスの自宅で死去した 。彼は死の直前まで写真撮影に取り組み続けていた。

## フィルモグラフィ
- Stakeout on Dope Street (1958)
- The Young Captives (1959)
- Face in the Rain (1963)
- The Luck of Ginger Coffey (1964)
- 素晴らしき男 A Fine Madness (1966)
- 恋とペテンと青空と（英語版） The Flim-Flam Man (1967)
- Loving (1970)
- 砂の城・人妻マーガレットの場合 Up the Sandbox (1972)
- ス★パ★イ S*P*Y*S (1974)
- サウス・ダコタの戦い The Return of a Man Called Horse (1976)
- 特攻サンダーボルト作戦 Raid on Entebbe (1977)
- アイズ Eyes of Laura Mars (1978)
- スター・ウォーズ/帝国の逆襲 Star Wars Episode V: The Empire Strikes Back (1980)
- ネバーセイ・ネバーアゲイン Never Say Never Again (1983)
- 最後の誘惑 The Last Temptation of Christ（俳優として出演）(1988)
- ロボコップ2 RoboCop 2 (1990)
- シークエスト SeaQuest DSV（テレビシリーズ）(1993)

## 参照
1. ↑  AFP
2. ↑  'Empire Strikes Back' director Kershner dies in LA, AFP, November 29, 2010.
3. ↑  “Irvin Kershner”.   imdb.com. 2010年11月26日閲覧。
4. ↑  Kershner's publicity biography
5. ↑  “Irvin Kershner dies at 87; film director”. Los Angeles Times (2010年11月30日). 2010年11月30日閲覧。
6. ↑  “Irvin Kershner The Hollywood Legend Is Gone at 87”. CNN.com (2010年11月30日). 2010年11月30日閲覧。
7. ↑  “Photos Of Irvin Kershner Before His Death”. 2010年11月30日閲覧。
8. ↑  Irvin Kershner Dies At 87